# Залив Норденшельда
Залив Но́рденше́льда — залив в Баренцевом море, в западной части острова Северный, который входит в архипелаг Новая Земля. Расположен южнее залива Вилькицкого. Открыт в 1910 году Владимиром Русановым и назван в честь шведского геолога и географа Адольфа Эрика Норденшёльда.